# Анн Мегре
Анн Мегре (15 лютого 1965 , Ніцца ) — французька фехтувальниця на рапірах, бронзова призерка Олімпійських ігор 1984 року.

## Виступи на Олімпіадах
| Олімпіада         | Дисципліна      | Місце |
| ----------------- | --------------- | ----- |
| Лос-Анджелес 1984 | командна рапіра | 3     |